# Kwartier Eerste Wachtmeester André Lemahieu
Kwartier Eerste Wachtmeester André Lemahieu is een kwartier van de Belgische Defensie in Ieper. De kazerne is gelegen op Kemmelseweg 5 in Ieper op twee terreinen ten noorden en ten zuiden van de straat van respectievelijk 21 hectare en 14 hectare groot.
Het kwartier huisvest het Competentiecentrum Steunmaterieel en Producten (CCMP) en speelt de rol van startplaats voor de Vierdaagse van de IJzer, het Competentietreffen voor motoren in de Westhoek in 2016 en andere evenementen in de regio. Het CCMP werd ook ingeschakeld voor de herdenkingen van 100 jaar Eerste Wereldoorlog in de streek.
Vanuit het kwartier wordt de Commandobunker van Kemmel beheerd. In het kwartier worden regelmatig Cash & Carry-verkopen van Defensie georganiseerd die op grote belangstelling kunnen rekenen.

## Geschiedenis
In 1945 bestond er in Roeselare een militaire schoenenfabriek, confectie-atelier en een stomerij voor kledij. Daarnaast bevond er zich in Roeselare ook nog een metaalafdeling. 
Tussen 1953 en 1960 verhuisde die naar een nieuwe kazerne gelegen in Ieper. Vanaf 1966 kreeg deze kazerne de naam Kwartier Eerste Wachtmeester André Lemahieu, een Ieperse oorlogsheld die krijgsgevangen werd genomen tijdens de Achttiendaagse Veldtocht in 1940.

## Toekomst
Tussen 2021 en 2023 zullen de diensten geleidelijk verhuizen naar onder meer Peutie, Lombardsijde en Zeebrugge. Er werd een uitdoofscenario uitgetekend voor de kazerne waarbij het grootste deel van het personeel in 2023 de pensioenleeftijd zal bereiken om hierna de kazerne te sluiten. 

Het War Heritage Institute heeft plannen voor op de site militair rollend materieel uit de Koude Oorlog tentoon te stellen. Hiervoor zou een open depot georganiseerd worden die bezocht kan worden. De realisatie van deze tentoonstelling wordt verwacht in de periode 2024-2025.